# Merianie
Merianie (Meriania) je rod rostlin z čeledi melastomovité. Jsou to keře a stromy s jednoduchými vstřícnými listy s charakteristickou žilnatinou a s velkými, nápadnými, většinou purpurovými nebo růžovými květy. Rod zahrnuje asi 93 druhů a je rozšířen v tropické Americe. Některé druhy se v tropech vysazují jako okrasné rostliny.

## Popis
Merianie jsou keře nebo stromy dorůstající výjimečně výšky až přes 20 metrů (M. macrophylla). Listy jsou jednoduché, vstřícné, drobné až velké, většinou kožovité až tuhé. Žilnatina je tvořena 3 až 5 hlavními žilkami jdoucími od báze a příčně pospojované sekundární žilnatinou. Listy jsou často dlouze řapíkaté. Květy jsou velké a často velmi nápadné, pětičetné (výjimečně šestičetné), nejčastěji uspořádané ve vrcholových latách, řidčeji jednotlivé nebo po třech. Češule je zvonkovitá až polokulovitá, lysá nebo chlupatá. Kalich je na konci uťatý nebo zřetelně laločnatý. Koruna je obvykle purpurová nebo růžová, řidčeji bílá, červená nebo i oranžová (M. fantastica z Kolumbie), korunní lístky jsou obvejčité, na konci uťaté nebo okrouhlé. Tyčinek je většinou 10 a jsou stejného tvaru a velikosti nebo lehce dvoutvárné. Spojidlo prašníků je na hřbetní straně protažené v tupý nebo špičatý rohovitý výrůstek, na bázi má často ostruhu, na vrcholu je jen málo protažené nebo vůbec ne. Semeník je svrchní, obsahuje 3 až 5 komůrek a nese nitkovitou čnělku zakončenou drobnou bliznou. Plodem je kulovitá pouzdrosečná tobolka obsahující mnoho semen a nesoucí na vrcholu lem vytrvalého kalicha.

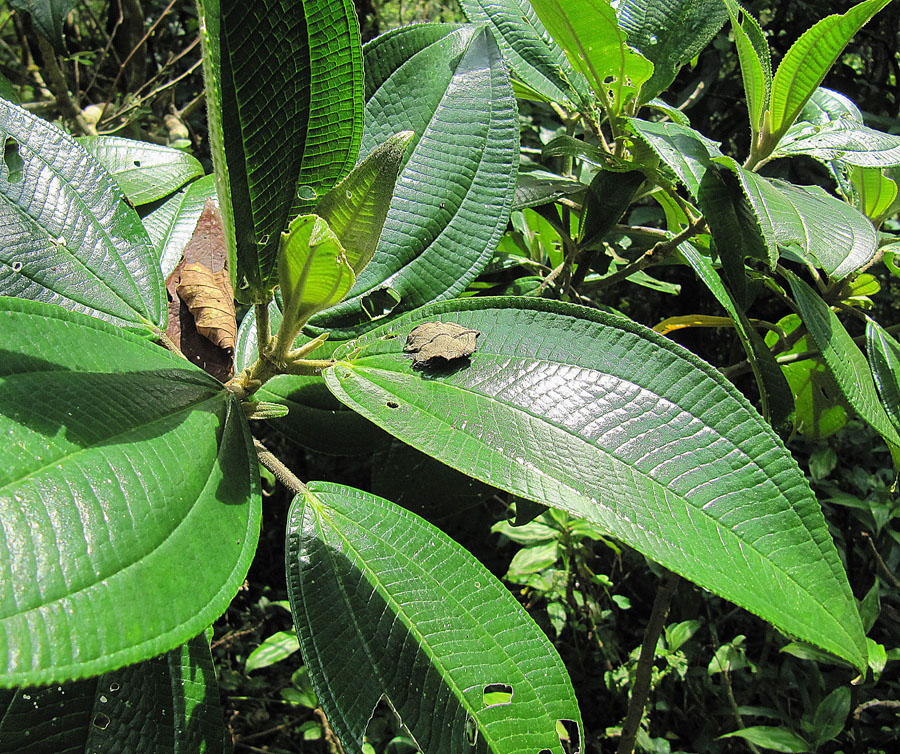
Listy Meriania phlomoides
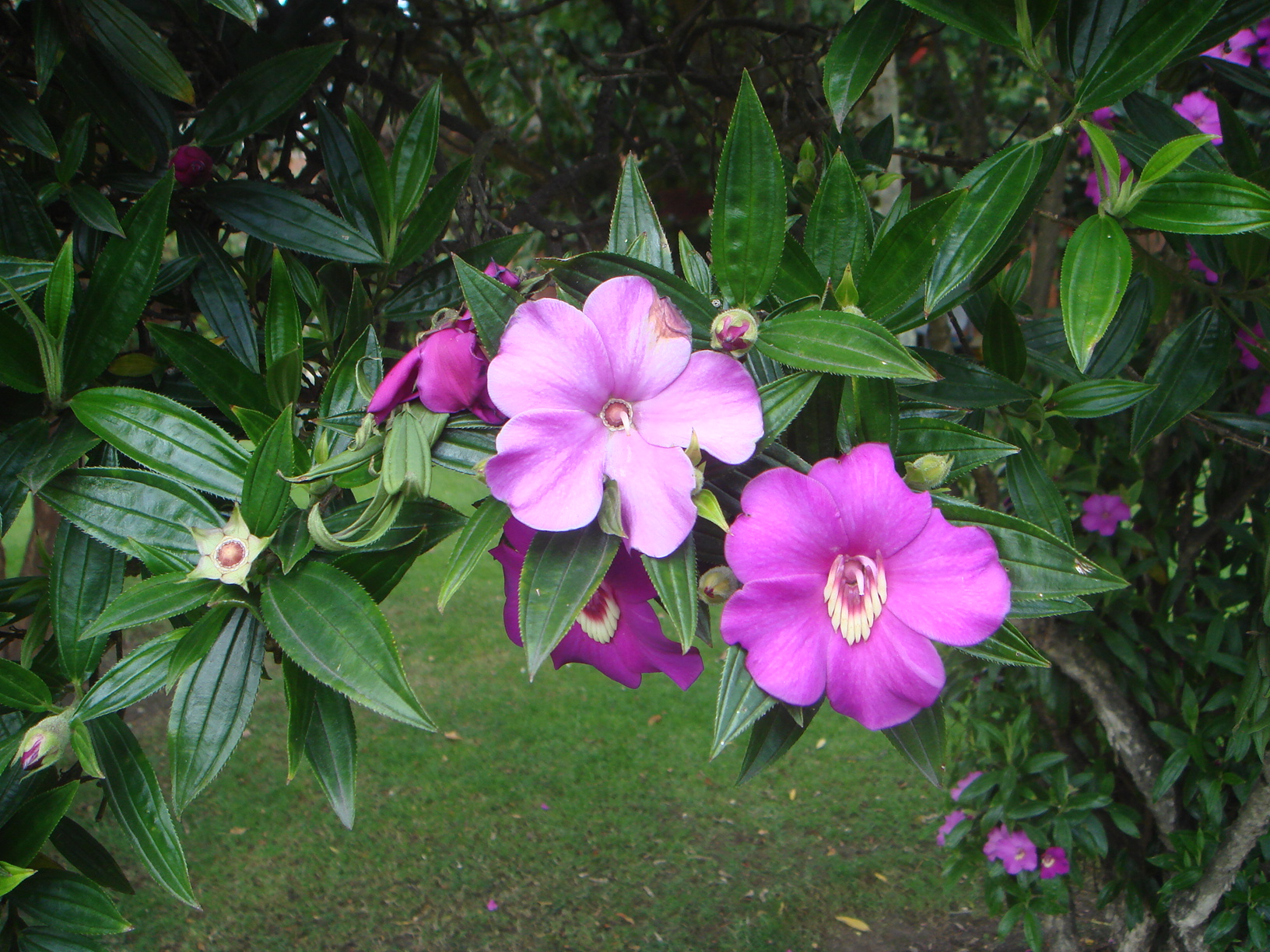
Rozkvetlá M. speciosa
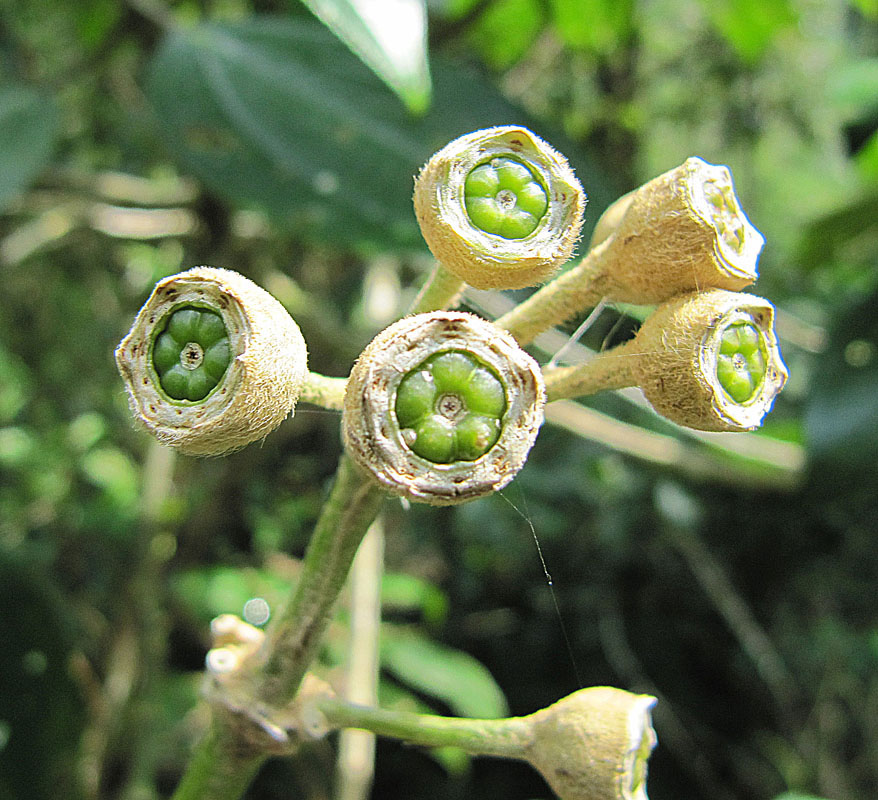
Nedozrálé plody M. phlomoides

## Rozšíření
Rod merianie zahrnuje asi 93 druhů. Je rozšířen v tropické Americe od Mexika po jižní Brazílii a Bolívii a na Karibských ostrovech. Největší počet druhů se vyskytuje v Andách, zejména v Kolumbii (37 druhů), Ekvádoru (26) a Peru (14). Další oblastí výskytu je Guyanská vysočina a také jižní a jihovýchodní Brazílie.
Merianie rostou spíše ve vyšších polohách do nadmořské výšky až 3500 metrů. V Andách dosahují až do nižších poloh páramos. Mezi rozšířené druhy rostoucí i v nížinách náleží např. M. urceolata, druh rozšířený od Kolumbie po Brazílii a Bolívii. Ve Střední Americe rostou v horských tropických deštných a mlžných lesích.

## Ekologické interakce
Květy meriánií jsou opylovány hmyzem (např. drvodělkami), kolibříky nebo netopýry. Druhy opylované obratlovci (M. pichinchensis, M. phlomoides, M. tomentosa aj.) nabízejí opylovačům nejen pyl, ale na rozdíl od většiny ostatních melastomovitých i nektar. Nektária jsou v květech umístěna na spojidle prašníků nebo i na vnitřní straně češule. Druh M. phlomoides, opylovaný především netopýry, má bělavé květy miskovitého tvaru, zatímco druh M. tomentosa opylovaný kolibříky má květy podobného tvaru, avšak červené.

## Taxonomie
Rod Meriania je v rámci čeledi melastomovité řazen do podčeledi Melastomoideae a tribu Merianieae.
Nejblíže příbuznými rody jsou Graffenrieda a Adelobotrys.

## Význam
Druh Meriania tomentosa je v Jižní Americe vysazován jako okrasná dřevina a pouliční strom.